# 당포합체
당포합체(糖抱合體, 영어: glycoconjugate)는 단백질, 펩타이드, 지질과 같은 다른 화학종과 공유 결합된 탄수화물의 한 종류이다. 당포합체는 글리코실화라고 불리는 과정에서 형성된다.
당포합체는 생물학에서 매우 중요한 화합물이며, 당단백질, 당펩타이드, 펩티도글리칸, 당지질, 글리코사이드, 지질다당류와 같은 다른 많은 범주들로 구성되어 있다. 당포합체는 세포-세포 인식을 포함한 세포-세포 상호작용, 세포-기질 상호작용, 해독과정에 관여한다.
일반적으로 탄수화물 부분은 당포합체의 기능에 필수적인 역할을 한다. 이에 대한 두드러진 예로는 신경세포 부착분자(NCAM)와 혈장 단백질이 있는데, 여기서 탄수화물 구조의 세부적인 사항들이 세포의 결합이나 세포의 수명을 결정한다.
중요한 분자들인 DNA, RNA, ATP, cAMP, cGMP, NADH, NADPH, 조효소 A는 모두 탄수화물 부분을 포함하고 있지만, 이들 분자들은 일반적으로 당포합체로 간주되지 않는다.
당포합체는 탄수화물 항원과 단백질을 공유 결합시켜서 체내에서 장기 면역 반응이 일어나도록 한다. 당포합체를 이용한 예방 접종은 탄수화물 항원에 대한 장기 면역 기억을 성공적으로 유도했다. 1990년대 이후 도입된 당포합체 백신은 인플루엔자 및 수막염균에 대한 효과적인 결과를 가져왔다.